# Uso recreativo de drogas en animales
Se dice que varias especies de animales no humanos se involucran en un aparente uso recreativo de drogas, es decir, la ingestión intencional de sustancias psicoactivas en su entorno por placer, aunque las afirmaciones de tal comportamiento en la naturaleza a menudo son controvertidas. Esto es distinto de zoofarmacognosia, en la que los animales ingieren o aplican tópicamente sustancias no alimenticias por sus beneficios para la salud, como una forma de automedicación.

## Alcohol

### Elefantes

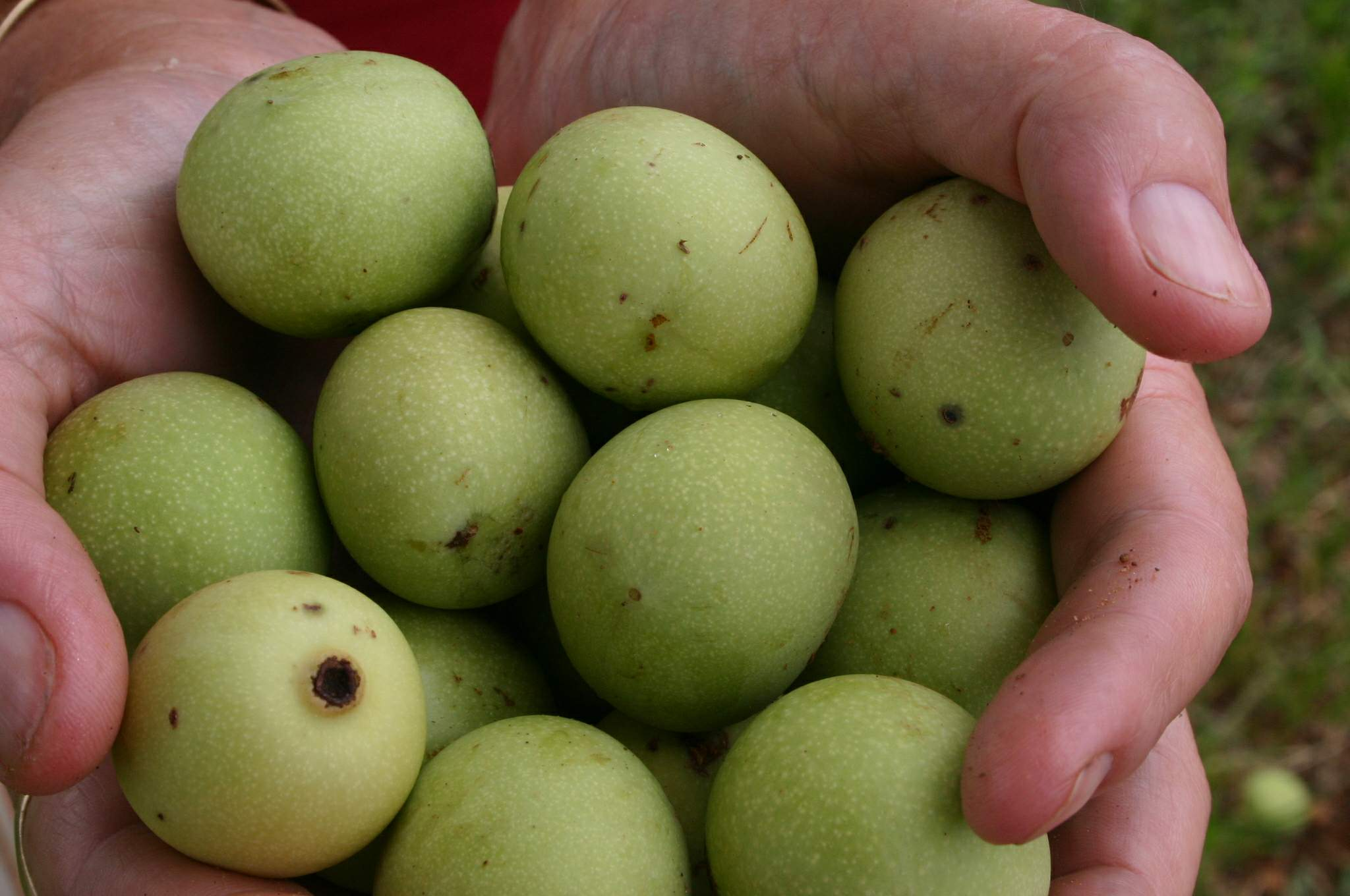
Según la leyenda, el fruto del árbol de marula es buscado por elefantes por su contenido alcohólico cuando está maduro.

Las leyendas sudafricanas, registradas ya en la década de 1830 por el naturalista Adulphe Delegorgue, describen elefantes que buscan la fruta fermentada del árbol de marula y muestran signos de intoxicación, incluido un aumento de la agresión, después de hacerlo. Este comportamiento fue representado de manera controvertida en el documental de 1974 Los animales son gente maravillosa: el equipo de producción de la película, según los informes, organizó la escena, ya sea empapando la fruta en alcohol antes de permitir que los animales la comieran, o simplemente inyectando a los animales con un anestésico veterinario para provocar síntomas de intoxicación. Un estudio de 2005 concluyó que es muy poco probable que un elefante pueda comer suficiente fruta en un día para emborracharse y, en cambio, atribuyó su agresión al valor de los árboles como fuente de alimento. Sin embargo, es posible que haya otro intoxicante en juego: también se sabe que los elefantes comen la corteza del árbol, que a menudo contiene pupas de escarabajos tóxicos.

### Monos verdes

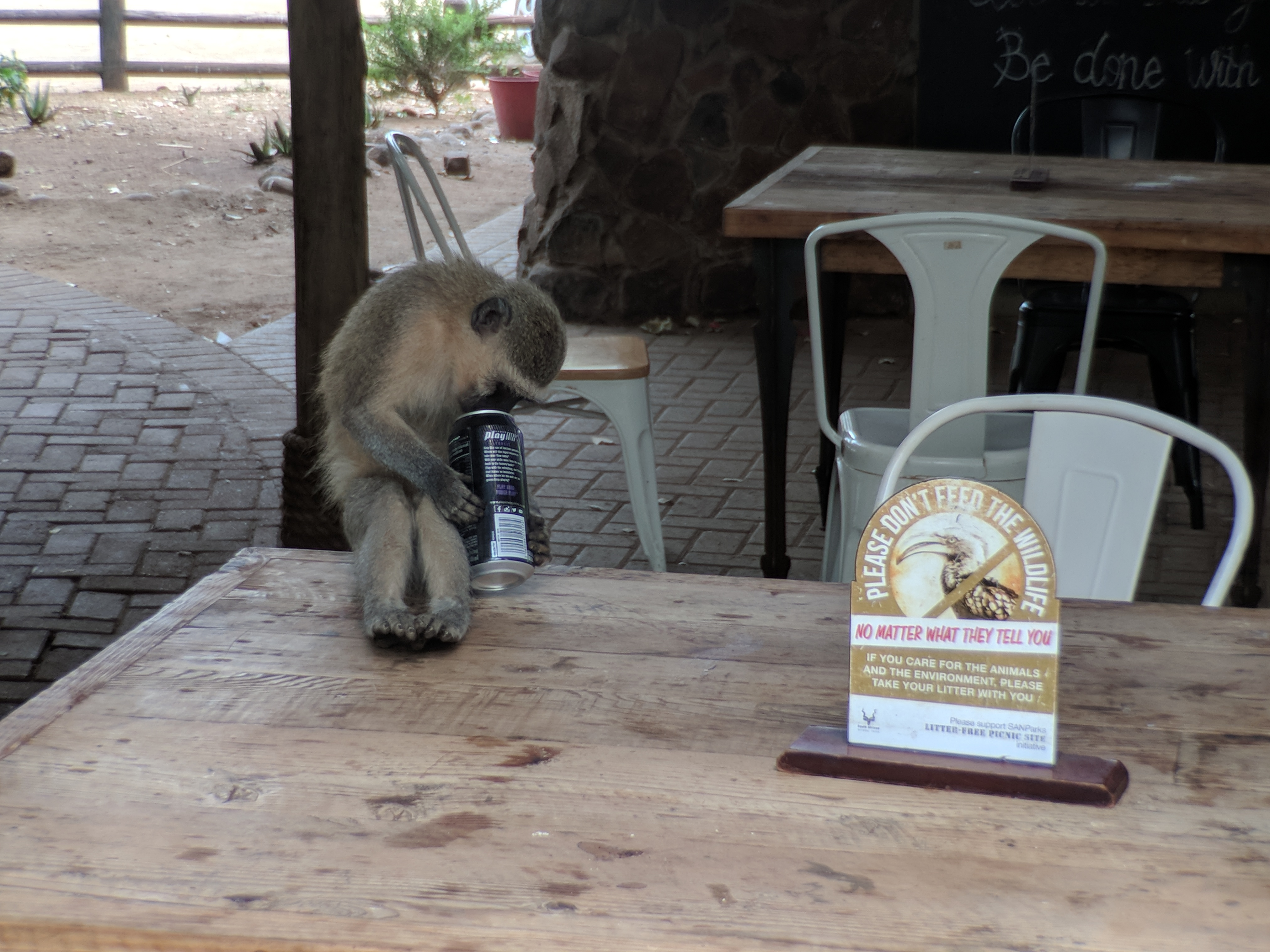
Mono verde consumiendo una bebida humana (en este caso sin alcohol).

Algunos monos verdes en el Caribe, particularmente los individuos adolescentes, exhiben una preferencia por las bebidas alcohólicas sobre las no alcohólicas, un gusto que probablemente se desarrolló debido a la disponibilidad de jugo de caña de azúcar fermentado de las plantaciones locales. En San Cristóbal, estos monos a menudo asaltan bares y playas turísticas en busca de bebidas alcohólicas y se emborrachan visiblemente. Las proporciones de la población de monos que no beben, que beben con moderación y que beben en exceso reflejan esas proporciones en los humanos.

### Otros
Otras especies que se ha informado que consumen alcohol en la naturaleza incluyen ampelis europeos, murciélagos frugívoros, musarañas de árboles y abejas, aunque no hay evidencia de que estas especies consuman alcohol preferentemente. Los informes anecdóticos de animales borrachos en la naturaleza incluyen alces, loros, orangutanes y un tejón.

## Otros intoxicantes

### Abejas
Un estudio de 2010 de la Universidad de Haifa informó que las abejas prefieren el néctar que contiene nicotina y cafeína y sugirió que esta preferencia puede ser parte del sistema de recompensa que impulsa el comportamiento de alimentación mutualista.

### Gatos

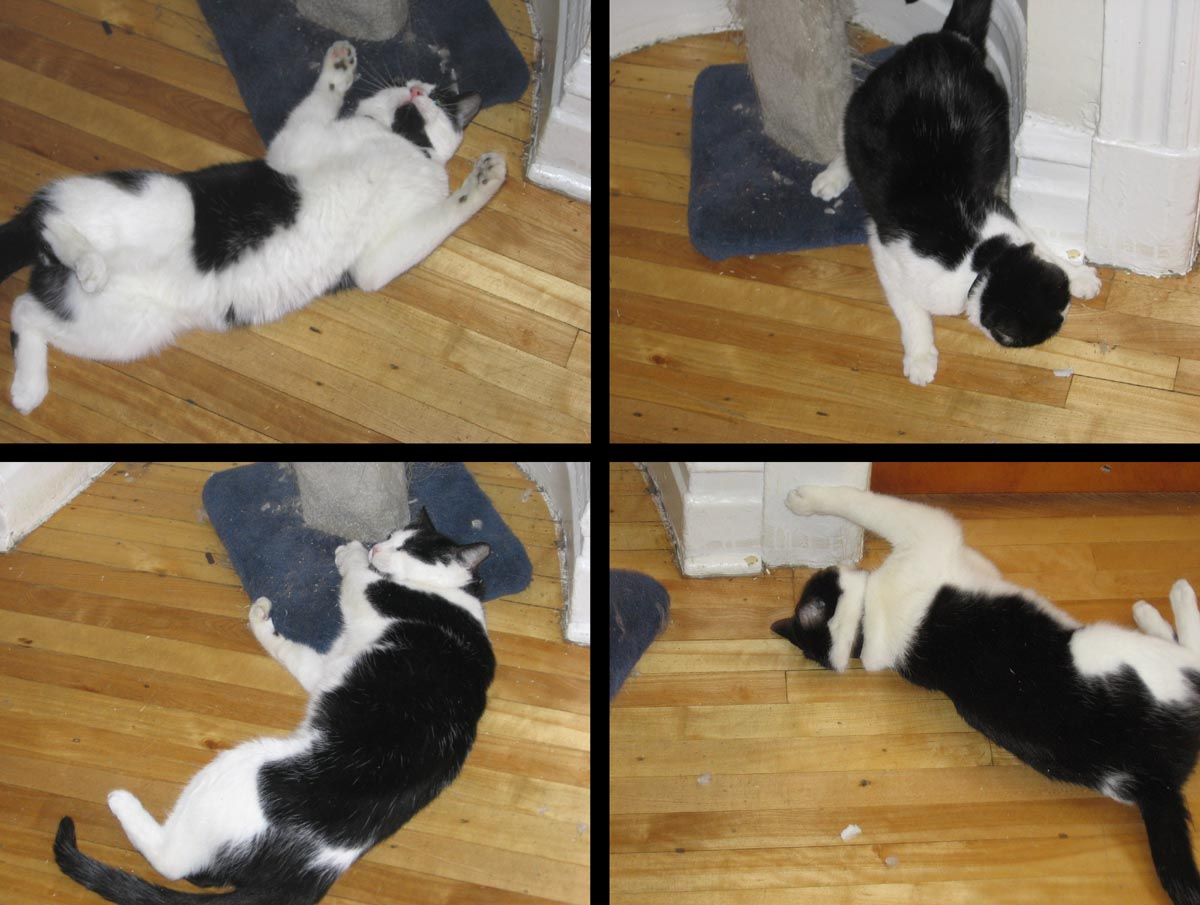
Un gato doméstico bajo la influencia de la hierba gatera.

Alrededor del 70% de los gatos domésticos se sienten atraídos y afectados por la planta nepeta cataria, también conocida como hierba gatera. La planta también afecta a algunos gatos salvajes, incluidos los tigres, aunque se desconoce el porcentaje de estos gatos afectados. Los gatos olfatean, lamen y, a veces, mastican la planta, y pueden frotarse contra ella, con las mejillas y todo el cuerpo, al rodar sobre ella. Si los gatos consumen extracto concentrado de la planta, rápidamente muestran signos de sobreexcitación, que incluyen espasmos violentos, salivación profusa y excitación sexual. La reacción es causada por terpenoides volátiles llamados nepetalactonas presentes en la planta. Aunque estos son levemente tóxicos y repelen insectos de la planta, su concentración es demasiado baja para envenenar a los gatos.: 61–63 

### Delfines

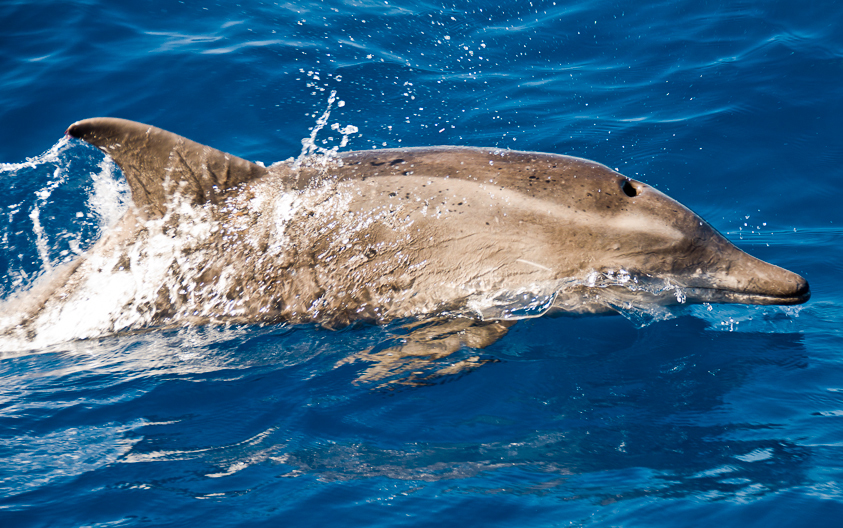
Un delfín de dientes ásperos.

En 1995, la bióloga marina Lisa Steiner informó que un grupo de delfines de dientes ásperos cerca de las Azores empujaban peces globo inflados y actuaban letárgicos. El pez globo excreta tetrodotoxina como mecanismo de defensa, lo que puede haber tenido un efecto intoxicante en los delfines. Este comportamiento también se informó en el documental de la BBC de 2014 Dolphins - Spy in the Pod. Sin embargo, no se sabe que la tetrodotoxina sea psicoactiva y solo produce entumecimiento, hormigueo y mareo en pequeñas dosis, mientras que en dosis más grandes es extremadamente mortal. Por estas razones, la bióloga marina Christie Wilcox ha expresado dudas de que los delfines se administren la toxina intencionalmente.

### Lémures
Se ha documentado que lémures negros muerden suavemente milpiés tóxicos, lo que les hace salivar, y frotan su saliva y las secreciones de milpiés en su pelaje. Se cree que las toxinas de los milpiés, incluidos el cianuro y la benzoquinona, actúan principalmente como repelente de insectos, protegiendo a los lémures de enfermedades como la malaria, lo que convierte este comportamiento en una forma de zoofarmacognosia. Sin embargo, las toxinas también parecen tener un efecto narcótico en los lémures, haciéndolos entrar en un estado aparentemente dichoso, que puede servir como recompensa por el comportamiento.

### Ualabíes
En Tasmania, se ha informado que ualabíes ingresan repetidamente a los campos comerciales de amapola, consumen las plantas y actúan intoxicados.

## Lectura adicional
- Siegel, Ronald K. (2005). Intoxication: The Universal Drive for Mind-Altering Substances (en inglés). Inner Traditions – Bear & Company. ISBN 978-1-59477-069-2.